# محمد بن محمد بن رجاء النيسابوري
أبو بكر محمد بن محمد بن رجاء ابن السندي الإسفراييني النيسابوري الحافظ، توفي حوالي عام 286 هـ. أحد العلماء ومن رواة الحديث عند أهل السنة والجماعة.
مصنف كتاب «الصحيح» وهو مستخرج على صحيح مسلم. قال الحاكم: «كان ثبتا دينا، مقدما في عصره.»

## شيوخه وتلاميذه
- شيوخه ومن روى عنهم:[2]

سمع: أحمد بن حنبل، وإسحاق بن راهويه، وعلي بن المديني، وأبو بكر بن أبي شيبة، ومحمد بن عبد الله بن نمير، وأقرانهم.
- تلاميذه ومن روى عنه:[2]

حدث عنه: أبو عوانة الحافظ، وابن الشرقي، وابن الأخرم، وأبو النضر محمد بن محمد الفقيه، ومحمد بن صالح بن هانئ، وآخرون.